# برکانوش
برکانوش (به ارمنی: Բերքանուշ) یک روستا در ارمنستان است که در استان آرارات واقع شده‌است. برکانوش در ۲ کیلومتری شمال غرب آرتاشات، مرکز استان آرارات واقع شده‌است.

## خصوصیات
برکانوش ۱٬۸۲۷ نفر جمعیت دارد و در ارتفاع ۸۳۵ متر بالاتر از سطح دریا قرار گرفته‌است.
| سال   | ۱۸۳۱ | ۱۸۹۷ | ۱۹۲۶ | ۱۹۳۹ | ۱۹۵۹ | ۱۹۷۰ | ۱۹۷۹ | ۲۰۰۱ | ۲۰۰۴ | ۲۰۱۱ |
| جمعیت | ۱۴۵  | ۵۸۰  | ۵۱۰  | ۵۴۶  | ۱۱۲۶ | ۱۳۴۵ | ۱۵۰۷ | ۱۸۰۸ | ۱۷۷۲ | ۲۰۷۰ |